# Парламентские выборы в Эфиопии (2010)
Всеобщие выборы в Эфиопии 2010 года состоялись 23 мая и стали четвёртыми по счёту многопартийными выборами в истории страны. В этот день были избраны члены Палаты народных представителей, нижней палаты Федеральной парламентской ассамблеи, и депутаты Региональных ассамблей.
Результатом выборов стала победа правящей партии Революционно-демократического фронта эфиопских народов (РДФЭН), которая завоевала 499 мест в нижней палате эфиопского парламента из 547 (91,23 %). Из оставшихся 48 мест достались союзникам РДФЭН. Только одной оппозиционной партии удалось пройти в парламент. В голосовании приняли участие 93,4 % избирателей, имеющих право голоса.

## Кампания
Национальный избирательный совет Эфиопии (NEBE) сообщил, что на этих выборах было зарегистрировано в общей сложности 29 170 867 избирателей, для которых было открыто 43 тысяч избирательных участков. На 547 мест в парламенте претендовало 6 939 кандидатов, представляющих 63 политические партии, в то время как в выборах 2005 года участвовали только 28 партий. Больше всего кандидатов представляли правящую партию РДФЭН — 501, основную оппозиционную силу страны, коалицию Medrek — 421 кандидат. 1900 депутатских мест региональных ассамблей оспаривали 4525 претендентов, в том числе, 1349 от правящего РДФЭН, 374 членов партий-союзников фронта, 2798 кандидатов оппозиционных партий и 4 независимых кандидата.
Правящий РДФЭН и оппозиционные партии подписали Кодекс поведения на выборах. Они договорились о временном распределении средств массовой информации, хотя лидеры оппозиции жаловались на время, выделенное им, заявив, что для правящей партии несправедливо брать наибольшую долю времени. Общественное телевидение ETV показывало предвыборные дебаты. Одна из оппозиционных партий, Всеэфиопская партия единства (AEUP), выразила свою серьёзную озабоченность и отказалась от дебатов, требуя, чтобы их передавали в прямом эфире и с присутствием публики.
13 апреля 2010 года, Государственный департамент США, основываясь на фактах о насилии, связанном с предыдущими всеобщими выборами, рекомендовал отказаться от поездок в Эфиопию в период «до и после национальных парламентских выборов, запланированных на 23 мая 2010 года». В предупреждении о поездке указывалось, что «Граждане США [должны] … поддерживать высокий уровень осведомлённости о безопасности во все времена и избегать политических митингов, демонстраций и толпы любого рода. Граждане США должны избегать избирательных участков в день выборов и знать, что власти будут строго соблюдать конкретные запреты, такие как фотографировать на избирательных участках».
Активисты оппозиционных партий выразили свою обеспокоенность тем, что выборы приведут к насилию и что их сторонники будут арестованы и заключены в тюрьму. Сообщается, что лидер ведущей оппозиционной партии ФОРУМ Бейене Петрос сообщил дипломатическим сотрудникам США, что «активисты РДФЭН в Восточной Волайте» напали на членов оппозиционной партии и уничтожили их автомобили, когда они попытались зарегистрировать кандидатов в этой части Эфиопии. Лидер оппозиционной партии Народный конгресс Оромо Мерера Гудина заявил, что, поскольку правящий РДФЭН теперь контролирует все местные администрации, эти выборы будут борьбой за то, чтобы Эфиопия не стала однопартийным государством.

## Результаты
Согласно предварительным результатам, опубликованным Избирательным советом, РДФЭН с самого начала подсчёта голосов уверенно лидировал во всех регионах Эфиопии. Оглашение окончательных итогов выборов было в соответствии с избирательным законодательством намечено на 21 июня. Председатель Избирательного совета Мерга Бекана заявил, что фронт «определённо» выиграл выборы, захватив лидерство в 9 из 11 регионов, которые представили результаты, в том числе, в бывшем оппозиционном регионе Оромия. «Хьюман Райтс Вотч» заявила, что результаты были искажены запугиванием правительством избирателей в течение нескольких месяцев. Наблюдатели Европейского союза заявили, что выборы были «мирными и спокойными», но отметили ряд претензий на нарушения.
Оппозиционные группы отвергли результаты выборов, коалиция «Медрек» и Всеэфиопская партия единства призвали к повторному проведению выборов. Обе оппозиционные группы заявили, что их наблюдатели не были допущены на избирательные участки во время выборов в воскресенье 23 мая, а в некоторых случаях избиты. США и Европейский союз раскритиковали выборы как не соответствующие международным стандартам. Однако эфиопские правительственные чиновники отстаивали справедливость выборов, заявив, что их результаты точно отражают настроения избирателей. Посол Эфиопии в Соединённом Королевстве Берхану Кебеде заявил, что избиратели вознаградили Мелеса Зенауи и его партию за их достижения. «Правительство проводило успешную политику в области развития и роста. За последние семь лет наблюдался двузначный рост. Значительно улучшились охват начальным образованием и здравоохранением. За последние 10 лет в инфраструктуру было вложено больше инвестиций, чем в предыдущие 100».
21 июня 2010 года NEBE опубликовал окончательные результаты выборов, которые подтвердили предварительные результаты за предыдущий месяц. За правящую партию и её союзников проголосовали в общей сложности 91,95 % избирателей пришедших на выборы, а за оппозицию по всей стране было отдано только 8,05 %. В результате, РДНЭФ завоевал 499 из 547 мест в нижней палате эфиопского парламента (91,23 %), ещё 46 мест достались партиям-союзникам фронта, что позволило сторонникам правительства занять более 99 % всех мест, в то время как оппозиционные и независимые кандидаты заняли всего два места. Кроме того, РДНЭФ и его союзники выиграли все, кроме одного из 1904 мандатов на региональных выборах. Оппозиция подала апелляции в Избирательный совет и Федеральный суд Эфиопии, но оба обращения были отклонены. 20 июля Кассационный суд, высший суд Эфиопии, отклонил окончательную апелляцию оппозиции.

### Палата народных представителей
| Партия                                                                        | Лидер                   | Мандаты | +/–  |
| ----------------------------------------------------------------------------- | ----------------------- | ------- | ---- |
| Революционно-демократический фронт эфиопских народов (РДФЭН)                  | Мелес Зенауи            | 499     | ▲172 |
| Демократическая партия народов Эфиопского Сомали                              | Абдулфетах Шек Абдулахи | 24      | ▲1   |
| Демократический фронт единства народов Бенишангуль-Гумуза                     | Хэбтэму Хикэ            | 9       | ▲1   |
| Афарская национально-демократическая партия                                   | Мохамед Кедир           | 8       | ▬    |
| Демократическое движение народов Гамбелы                                      | Умод Обонг Алум         | 3       | ▬    |
| Демократическая организация народа аргобба                                    | Абдулкадир Мохамед      | 1       | ▲1   |
| Харарская национальная лига                                                   | Ясин Хусейн             | 1       | ▬    |
| Эфиопский форум демократического единства                                     | Биртукан Мидексу        | 1       | ▲1   |
| Коалиция за единство и демократию                                             | Айеле Чэмисо            | 0       | ▼109 |
| Объединённые эфиопские демократические силы                                   | Бейене Петрос           | 0       | ▼52  |
| Федералистское демократическое движение Оромо                                 | Бульча Дэмэкса          | 0       | ▼11  |
| Независимые                                                                   |                         | 0       | ▼1   |
| Всего                                                                         |                         | 547     | 0    |
| Источник: Национальный избирательный совет Эфиопии African Elections Database |                         |         |      |

### Региональные ассамблеи
| Регион                                             | Партии                                                    | Голоса | % | Места |
| -------------------------------------------------- | --------------------------------------------------------- | ------ | - | ----- |
| Амхара                                             | Амхарское национально-демократическое движение            |        |   | 294   |
| Афар                                               | Афарская национально-демократическая партия               |        |   | 93    |
| Афар                                               | Афарская народно-демократическая организация              |        |   | 3     |
| Бенишангул-Гумуз                                   | Демократический фронт единства народов Бенишангуль-Гумуза |        |   | 99    |
| Гамбела                                            | Демократическое движение народов Гамбелы                  |        |   | 152   |
| Оромия                                             | Демократическая партия оромо                              |        |   | 537   |
| Сомали                                             | Демократическая партия народов Эфиопского Сомали          |        |   | 186   |
| Тыграй                                             | Народный фронт освобождения Тыграй                        |        |   | 152   |
| Харари                                             | Харарская национальная лига                               |        |   | 18    |
| Харари                                             | Демократическая партия оромо                              |        |   | 18    |
| Южная Эфиопия                                      | Южноэфиопское народно-демократическое движение            |        |   | 348   |
| Источник: Национальный избирательный совет Эфиопии |                                                           |        |   |       |

## Международное наблюдение
Независимое наблюдение за голосованием было строго ограничено. Власти Эфиопии допустили на выборы только наблюдателей из Европы и стран Африканского союза, при этом их деятельность была ограничена, в частности, некоторых из них не допускали на избирательные участки. Независимые наблюдатели, которым всё же разрешили доступ к процессу голосования и подсчёта голосов, не ставили под сомнение победу РДФЭН, всё же было собрано достаточно доказательств того, что действия эфиопских властей, в том числе, запугивание кандидатов и сторонников оппозиции, повлияли на результаты выборов.
Европейские наблюдатели заявили, что выборы не соответствуют международным стандартам. Так, власти не озаботились созданием среды, благоприятствующей свободным и справедливым выборам. РДФЭН, являяюсь правящей партией, ограничил политическое пространства для оппозиционных кандидатов и активистов. На местном уровне тысячи активистов оппозиции жаловались на жестокое обращение со стороны властей, начиная от притеснений с подачей форм кандидатуры и заканчивая нападениями со стороны сторонников фронта.
По данным Human Rights Watch, правящая партия проводила политику по систематическому закрытию пространства для политического инакомыслия и независимой критики. По данным Amnesty International, в заключительном докладе Миссии ЕС по наблюдению за выборами были отмечены нарушения свободы выражения мнений, собраний и движения членов оппозиционной партии; злоупотребление государственными ресурсами со стороны правящей партией; отсутствие независимого освещения в средствах массовой информации. Премьер-министр Мелес Зенауи назвал доклад «бесполезным мусором», а главному наблюдателю ЕС не был предоставлен доступ в Эфиопию для представления окончательного отчета.